# Santiago Fernández (piłkarz)
Santiago Fernández Fernández (ur. 7 marca 1985 w mieście Meksyk) – meksykański piłkarz pochodzenia hiszpańskiego występujący najczęściej na pozycji środkowego napastnika.